# Beatriz Domínguez-Gil
Beatriz Domínguez-Gil González (Santiago de Compostela, 1971) es una médica española especialista en nefrología. Desde 2017 dirige la Organización Nacional de Trasplantes de España.

## Biografía
Es licenciada en Medicina y Cirugía por la Universidad de Salamanca. Doctora en Medicina Interna por la Universidad Complutense, trabajó como nefróloga en el Hospital 12 de Octubre de Madrid desde el año 2000 hasta 2007.
Desde noviembre de 2006 es miembro del equipo médico de la Organización Nacional de Trasplantes, donde era jefa de servicio en funciones del Área Médica. Fue presidenta de la Organización Europea de Donación y Coordinación de Trasplantes, consejera por Europa de la Sociedad Internacional de Trasplantes y médica de su Comité de Ética y vocal electa en la Junta Directiva de la Sociedad Española de Trasplantes, además de copresidenta del Grupo Custodio de la Declaración de Estambul contra el Tráfico de Órganos y el Turismo de Trasplantes, organismo que cuida del cumplimiento de los principios éticos que deben regir en los procesos de trasplantes de órganos.
Ha introducido en España los programas de trasplante renal cruzado y de donación en asistolia.
Ha publicado más de cien publicaciones en revistas científicas.
En 2018 recibió el Premio Woman, en su III Edición, el premio le fue entregado por la ministra de Sanidad, Mª Luisa Carcedo y del Presidente de Grupo Zeta, Antonio Asensio Mosbah.